# Chaska
Chaska è una località degli Stati Uniti d'America, capoluogo della contea di Carver, nello Stato del Minnesota.

## Citazioni letterarie
Chaska è una delle cittadine vicino a Minneapolis che viene citata dalla scrittrice statunitense Cheryl Strayed nel suo romanzo best-seller Wild - Una storia selvaggia di avventura e rinascita.